# Esferócito
O esferócito é um eritrócito de forma esférica que perdeu a forma bicôncava característica devido a perda da membrana celular sem perda de citoplasma, o que leva a uma maior "tensão" na membrana celular e, consequentemente, a maior fragilidade osmótica desta célula.
Os esferócitos são encontrados em algumas anemias hemolíticas, principalmente na Esferocitose Hereditária.